# Finstermünz Pass
Finstermünz Pass är ett bergspass i Schweiz. Det ligger i den östra delen av landet, 230 km öster om huvudstaden Bern. Finstermünz Pass ligger 1 727 meter över havet.
Terrängen runt Finstermünz Pass är bergig. Runt Finstermünz Pass är det ganska glesbefolkat, med 23 invånare per kvadratkilometer.. Närmaste större samhälle är Scuol, 19,8 km sydväst om Finstermünz Pass. 
I omgivningarna runt Finstermünz Pass växer i huvudsak blandskog.